# Wacław Garbaj
Wacław Garbaj (ur. 12 stycznia 1946 w Zielonej Górze, zm. 30 listopada 2011 tamże) – polski rzemieślnik i polityk, poseł na Sejm PRL IX kadencji.

## Życiorys
W 1968 uzyskał tytuł zawodowy magistra ekonomii w Wyższej Szkole Ekonomicznej w Poznaniu. W latach 60. i 70. pracował w Zielonogórskim Przedsiębiorstwie Budowlanym „Nadodrze” (m.in. jako zastępca kierownika). Działał w Związku Harcerstwa Polskiego, Związku Młodzieży Socjalistycznej, Zrzeszeniu Studentów Polskich i Towarzystwie Przyjaźni Polsko-Radzieckiej. Od 1980 był prezesem zielonogórskiej izby rzemieślniczej. Zasiadał we władzach wojewódzkich (był m.in. kierownikiem Wydziału Organizacyjnej Wojewódzkiego Komitetu) i krajowych (Centralnym Komitecie) Stronnictwa Demokratycznego. Był radnym Wojewódzkiej Rady Narodowej w Zielonej Górze. W 1985 uzyskał mandat posła na Sejm PRL IX kadencji w okręgu Zielona Góra z ramienia SD. Zasiadał w Komisji Ochrony Środowiska i Zasobów Naturalnych, Komisji Polityki Społecznej, Zdrowia i Kultury Fizycznej, Komisji Spraw Samorządowych oraz w Komisji Nadzwyczajnej do rozpatrzenia projektu ustawy o zmianie ustawy Ordynacja wyborcza do rad narodowych. W 1989 bez powodzenia ubiegał się o reelekcję. Później był dyrektorem oddziału Bankowego Towarzystwa Ubezpieczeń i Reasekuracji „Heros” w Zielonej Górze. Zasiadał w zarządzie Federacji Sportu w Zielonej Górze, był też prezesem klubu sportowego.
Odznaczony Złotym i Srebrnym Krzyżem Zasługi. Pochowany na cmentarzu komunalnym w Zielonej Górze.